# صورة الفنان في شبابه
صورة الفنان في شبابه (بالإنجليزية: A Portrait of the Artist as a Young Man)‏ رواية من تأليف الكاتب الأيرلندي جيمس جويس. بدأ جويس كتابة الرواية في سبتمبر من العام 1907، ونُشِرَت للمرة الأولى متسلسلة في مجلة «ذا إيجويست» (The Egoist) بين عامي 1914 و1915، تحت رعاية الشاعر الأمريكي الحداثي عزرا باوند، ونُشِرت منفصلةً للمرة الأولى في 29 ديسمبر في 1916 في الولايات المتحدة، وأول طبعة في المملكة المتحدة كانت في 1917. ألَّف جويس الراوية استناداً على أعمالٍ سابقةٍ متروكة لم ينجح في نشرها، وعلى وجه التحديد روايته الفلسفية «صورة الفنان»، التي بدأ كتابتها في يناير 1904 وأرسلها لتُنشَر في مجلة «دانا» (Dana) الأيرلندية الأدبية، ولكنَّ رئيس تحريرها رفضها قائلاً: «لا أستطيع نشر ما لا أستطيع أن أفهم»، واستند كذلك على روايته الواقعية «ستيفن بطلا»، التي بدأ كتابتها في فبراير 1904، وتركها بعد أن أنهى نصفها، ونُشِرت بعد وفاته.
اقتبس جويس في كتابة «صورة الفنان في شبابه» عناصر من سيرته الذاتية، ويُوصف أسلوبها أنَّه حداثي. تتابع الرواية الثورة الفكرية والدينية للشخصية الرئيسية «ستيفن دايدالوس»، الذي يُمثِّل شخصية جويس نفسه، كما أنَّه إشارة إلى دايدالوس المهندس والنحات في الأساطير الإغريقية. يُشكِّك ستيفن في المسلَّمات والقناعات الإيرلندية الكاثوليكية التي شبَّ عليها، ويُتوَّج تمرُّده بنفي نفسه إلى أوروبا، حيث يُنفِّذ انتفاضته هناك على أتمِّ وجه، وينضج فكره الجانح. استعمل جويس تقنيات ستظهر لاحقاً بصورةٍ أوضح في أعماله المستقبلية، خاصةً في «عوليس» (1922) و«يقظة فينيغان» (1939).

## ملخص
في يوم من الأيام، وكان يومًا جميلًا كانت هناك بقرة قادمة عبر الطريق، وقابلت هذه البقرة عبر الطريق صبيًا صغيرًا لطيفًا جدًا اسمه الطفل «تاكو»...
قصَّ عليه أبوه هذه القصة وكان ينظر إليه من وراء نظارته، كان ذا وجه كثيف الشعر.
أما هو فكان الطفل «تاكو». وسارت البقرة عبر الطريق إلى حيث تسكن «بيتي بيرن» التي تبيع فطائر الليمون.

—جيمس جويس، افتتاحية رواية صورة الفنان في شبابه.
تُروى قصة طفولة ستيفن ديدالوس باستخدام مفردات تتغير عبر نموه، وبصوت ليس صوته الخاص ولكنه حساس لمشاعره. يختبر القارئ مخاوف ستيفن وحيرته عندما يتعلق الأمر بقوانين العالم في سلسلة من الحلقات غير المتصلة. يلتحق ستيفن بكلية كلونغوس وود بإدارة الرهبنة اليسوعية حيث يعاني الفتى القلق الموهوب فكريًا من سخرية زملائه في الصف بينما يتعلم الرموز والقواعد حول كيفية سلوك التلميذ في المدرسة. في الوقت الذي يعجز فيه عن إدراك أهمية الموضوع، يشهد في عشاء عيد الميلاد التوترات الاجتماعية والسياسية والدينية في أيرلندا المتعلقة بتشارلز ستيوارت بارنيل، الأمر الذي يثير الشقاق  والتفرقة بين أفراد من عائلته، تاركًا ستيفن مع شكوك حول أي المؤسسات الاجتماعية يمكن أن يضع إيمانه فيها. بالعودة إلى «كلونغوس»، تنتشر الإشاعات حول أن عددًا من الصبية الأكبر سنًا قد قُبض عليهم «يمارسون الجنس فيما بينهم»؛ فتزداد شدة الانضباط، ويزيد اليسوعيون من استخدام العقوبة البدنية بضرب التلاميذ.
يتم تكبيل ستيفن عندما يعتقد أحد مدرسيه أنه قد كسر نظارته لتجنب الدراسة، ولكن بتشجيع من زملائه، يتحلى ستيفن بالشجاعة لتقديم شكوى إلى العميد، الأب كونمي، الذي يؤكد له أنه لن يتكرر هذا الأمر مجددًا، تاركًا ستيفن مغمورًا بشعور الانتصار. يغرق والد ستيفن بالديون وتغادر العائلة منزلها الرائع في الضواحي للعيش في دبلن. يدرك ستيفن أنه لن يعود إلى كلونغوس. لكن بفضل المنحة التي حصل عليها من قبل الأب كونمي، يتمكن ستيفن من الالتحاق بكلية بيلفيديري حيث يتفوق أكاديميًا ويصبح قائدًا في الفصل. يبدد ستيفن جائزة نقدية كبيرة من الكلية ويبدأ بمقابلة العاهرات مع ازدياد المسافة بينه وبين والده الثمل.
في ظل استسلام ستيفن للملذات الجسدية، يبدأ فصله بعقد خلوات دينية حيث يلتزم الفتية بحضور خطب الموعظة حتى نهايتها. يولي ستيفن اهتمامًا خاصًا للخطب حول الكبرياء والذنب والعقاب والأشياء الأربعة الأخيرة (الموت والحساب والجحيم والجنة). يشعر أن كلمات الخطبة التي تصف العقاب المرعب الأبدي في الجحيم موجهة إليه فيأتي مغلوبًا على أمره طالبًا المغفرة. وفي غمرة بهجته بعودته من الكنيسة، يكرس نفسه لأعمال التوبة التنسكية، ولو أنها سرعان ما تتحول إلى مجرد أعمال روتينية مع انصباب أفكاره في مكان آخر. يلفت تفانيه انتباه اليسوعيين ويشجعوه على التفكير بدخول الكهنوت. يأخذ ستيفن وقتًا للتفكير، ولكن يعيش أزمة إيمان نتيجة الصراع بين معتقداته الدينية وطموحاته الجمالية. على طول ساحل دولميمونت يلمح فتاة تسبح في المياه، ويختبر لحظة إلهام غمرته فيها رغبة العثور على طريقة للتعبير عن جمالها في كتابته.

كطالب في كلية جامعة دبلن، يزداد ستيفن حذرًا من المؤسسات من حوله: الكنيسة والمدرسة والسياسة والأسرة. في خضمّ تفكك ثروات أسرته، يوبّخه والده وتحثه والدته على العودة إلى الكنيسة. يقدم ستيفن الذي أصبح أكثر جفافاً ومفتقرًا لروح الدعابة تفسيرًا وراء نفوره من الكنيسة ونظريته الجمالية التي طورها لأصدقائه الذين يجدون أنهم لا يستطيعون قبول أي منهما. يَخلُص ستيفن إلى أن أيرلندا مقيدة للغاية لأن تسمح له بالتعبير عن نفسه بشكل كامل كفنان، لذا يقرر أن عليه الرحيل. ويتّخذ قراره باعتكاف المنفى الذي فرضه على نفسه، ولكنه يفصح في مذكراته عن روابطه بوطنه:
«... أنا أرحل كي أقابل للمرة المليون حقيقة التجربة وكي أصنع في مصهر روحي الضمير الذي لم يُخلق لدى بني عرقي.»

## روابط خارجية
- صورة الفنان في شبابه على موقع الموسوعة البريطانية (الإنجليزية)